# Bernhard Schulze
Bernhard Schulz, detto Berni (Recklinghausen, 20 maggio 1938), è un ex canoista tedesco, specializzata nella velocità, vincitore della medaglia d'argento per la K4 1000 metri per la Squadra Unificata Tedesca a Tokyo 1964 insieme a Günter Perleberg, Friedhelm Wentzke e Holger Zander.
Quattro anni dopo a Città del Messico 1968, rappresentando la Germania Ovest, si classificò nono nel K2 1000 insieme a Holger Zander.
In carriera vanta anche un oro ed un bronzo ai campionati europei conquistati rispettivamente nel K1 4x500 metri a Duisburg 1959 e nel K4 1000 metri a Bucarest 1965.

## Palmarès
- Giochi olimpici

Tokyo 1964: argento nel K4 1000 metri.
- Campionati europei di canoa/kayak sprint

Duisburg 1959: oro nel K1 4x500 metri.
Bucarest 1965: bronzo nel K4 1000 metri.